# Querelle des Gluckistes et des Piccinnistes
La querelle des Gluckistes et des Piccinnistes est une polémique esthétique qui divisa le monde musical parisien entre 1775 et 1779 et qui vit s'opposer les défenseurs de l'opéra français (Gluckistes) et les partisans de la musique italienne (Piccinnistes).

## Présentation

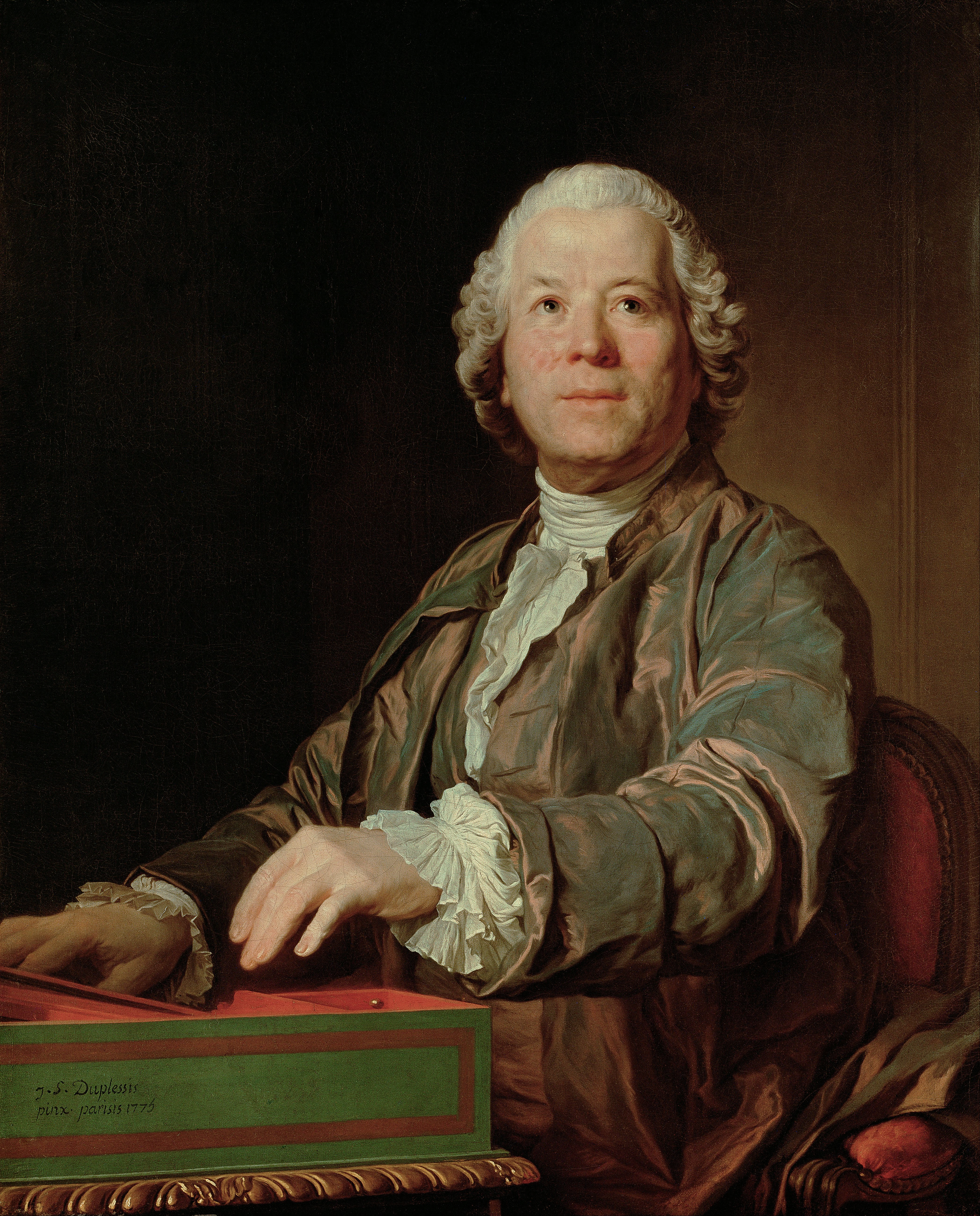
Christoph Willibald Gluck (1714-1787).

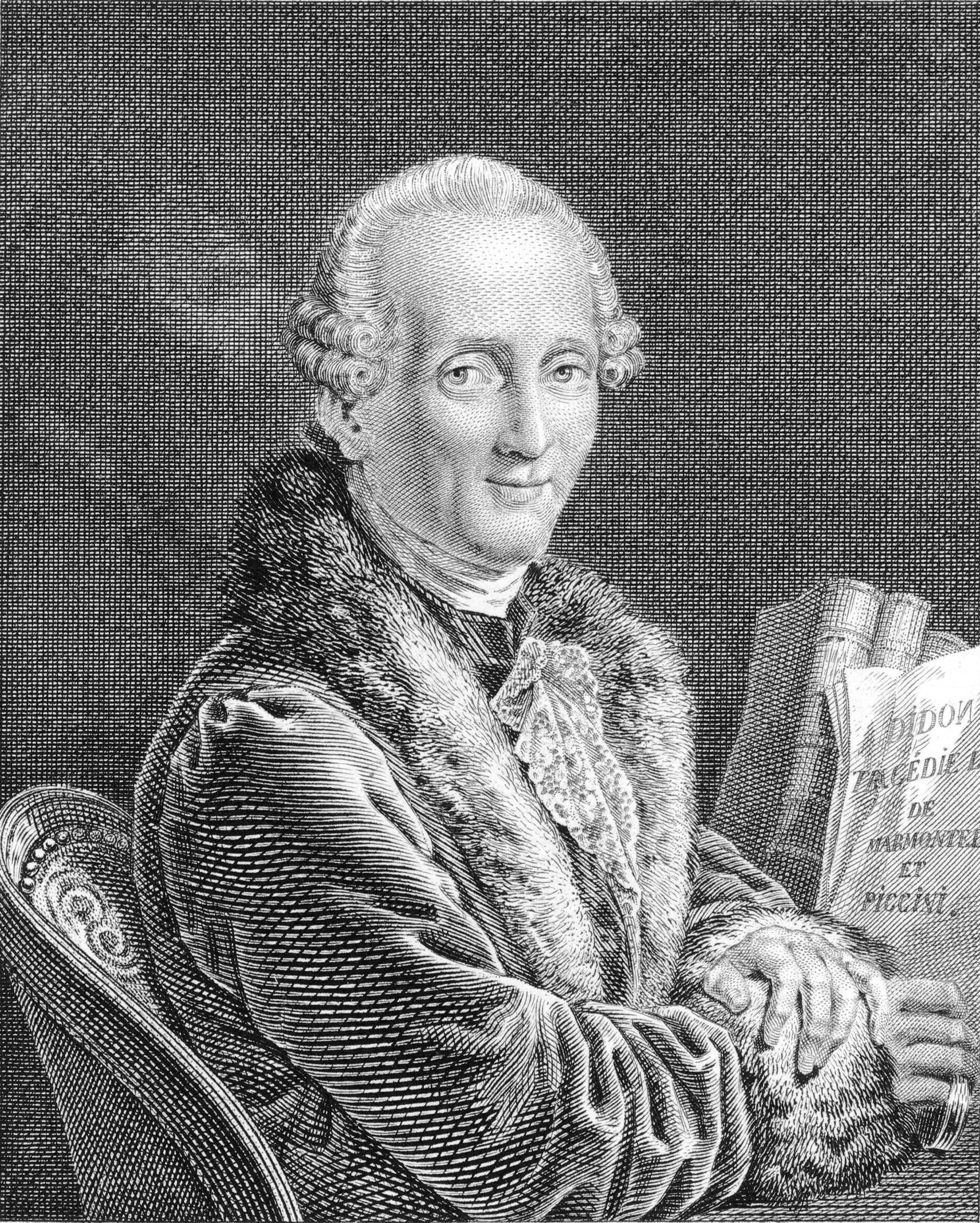
Niccolò Piccinni (1728-1800).

Opposés à l'esthétique gluckiste, les tenants de la musique italienne, parmi lesquels La Harpe, Marmontel et d'Alembert, firent venir à Paris le compositeur italien Piccinni qu'ils pensaient à même de rivaliser avec Gluck (1776). Les compositeurs eux-mêmes ne prenaient pas part à la polémique, mais lorsque Piccinni se mit à travailler sur le livret de Quinault Roland (déjà utilisé par Lully) que Gluck était déjà en train de mettre en musique, celui-ci détruisit entièrement ce qu'il avait déjà écrit. Gluck reprit alors le livret d’Armide, également de Quinault, sur lequel il composa une superbe partition qui, malgré les quelques hésitations initiales du public, remporta finalement un triomphe (1777). Le Roland de Piccinni, créé le 27 janvier 1778, rencontra aussi un joli succès.
Finalement, les deux compositeurs s'affrontèrent sur le même terrain : ils composèrent chacun une partition sur le sujet d’Iphigénie en Tauride (mais sur des livrets différents). L'œuvre de Gluck fut donnée la première (18 mai 1779) et remporta un énorme succès, le plus grand de toute sa carrière de compositeur. Les Gluckistes virent là une victoire décisive. Pourtant, le cuisant échec d’Écho et Narcisse (24 septembre 1779), le dernier opéra de Gluck, marqua durement le compositeur qui décida de quitter définitivement Paris et de se retirer à Vienne.
L’Iphigénie en Tauride de Piccinni fut donnée deux ans après celle de son concurrent (23 janvier 1781) et ne rencontra pas le succès escompté. La querelle, qui semble plutôt avoir tourné à l'avantage de Gluck, s'éteignit finalement sans vrai vainqueur.
Bien que la lutte ait été acharnée entre les défenseurs de chaque partie, les deux compositeurs, mis en rivalité par leurs partisans, s'admiraient profondément. Piccinni, de nature discrète et peu combative, fut d'ailleurs étranger à toute intrigue, ne songeant qu'à l'exercice de son art, tandis que Gluck prit une part plus directe à cette guerre de plume.